# Helen Jackson
Helen Maria Hunt Jackson (ur. 18 października 1830 w Amherst w stanie Massachusetts, zm. 12 sierpnia 1885 w San Francisco) – powieściopisarka amerykańska.